# Éva Túri
Éva Túri, coniugata Probojáczné (Kecskemét, 11 aprile 1945 – Kecskemét, 12 agosto 2023), è stata una cestista ungherese.

## Carriera
Con l'Ungheria disputò due edizioni dei Campionati europei (1966, 1968).